# Igreja de Santo António (Macau)

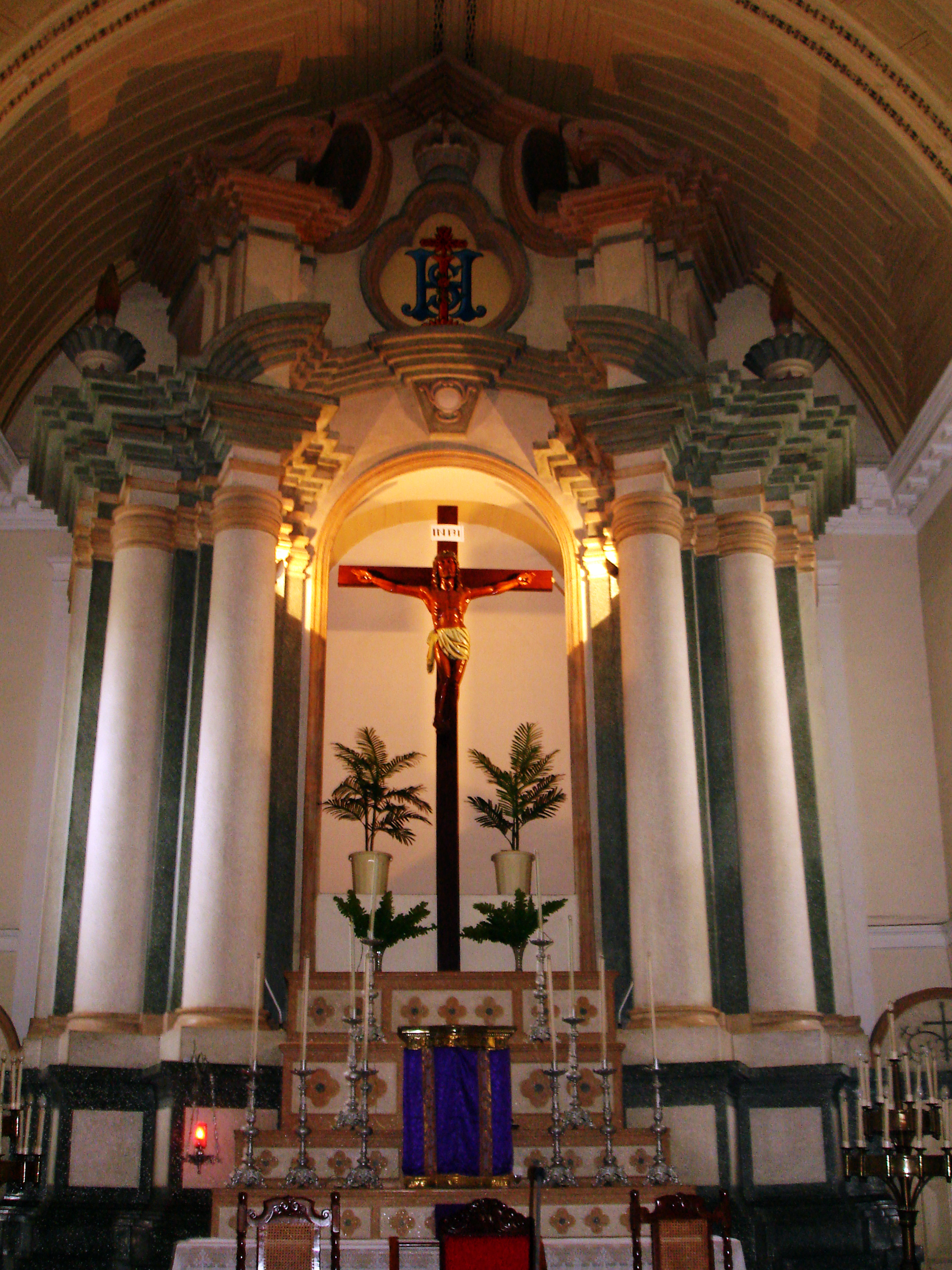
Inside the Igreja de Santo António (Macau)

A Igreja de Santo António é uma das três mais antigas igrejas de Macau. Foi construída em bambu e madeira, em 1565. Era o primeiro local onde os jesuítas se instalaram na Cidade, existindo inicialmente ao lado desta igreja uma residência da Companhia de Jesus. Em 1638, ela foi reconstruída em pedra e atingiu a dimensão actual. Sofreu outras grandes reparações em 1810 e 1875, porque houve dois grandes incêndios em 1809 e em 1874 que danificaram seriamente a igreja católica dedicada a Santo António (para os portugueses, ele é o padroeiro dos namorados). Outro incêndio determinou novas reparações em 1930, tendo sido realizados restauros posteriores na fachada e na torre sineira em 1940.
No adro há uma cruz de pedra datada de 1638. Ao longo dos séculos, a igreja foi danificada e destruída várias vezes por incêndios e tufões, mas sempre foi reparada e reconstruída graças aos sacrifícios e esforços dos crentes católicos, com o apoio da Igreja Católica.
Muitos habitantes de Macau, principalmente membros da comunidade portuguesa e macaense, celebram os seus casamento nesta Igreja. Como as pessoas vêem muitas vezes a igreja cheia de decorações, sinos, flores, casais e participantes com cachos de flores na mão, costumam dar a esta Igreja o nome, em chinês, de "Fa Vong Tong" (Templo do Rei das Flores).
A igreja tem dois pisos e a sua fachada acinzentada é neoclássica de desenho simples, encimada por um frontão clássico. Tem uma torre sineira de três andares. As arquitraves das janelas, pintadas a verde, no segundo nível, mostra-nos a largura do edifício, conferindo um interesse arquitectónico adicional à Igreja.
A nave principal está colocada uma estátua do St. António com o Menino Jesus ao colo. Também está colocada uma estátua de um santo especial: o Santo André Kim Taegon. Este santo e mártir da Igreja Católica é o primeiro sacerdote católico da Coreia e dedicou a sua vida a cristianizar o seu país.
A Igreja de Santo António é incluído na Lista dos monumentos históricos do "Centro Histórico de Macau", por sua vez incluído na Lista do Património Mundial da Humanidade da UNESCO. Ela é também a igreja matriz da Paróquia de Santo António, uma das 6 paróquias da Diocese de Macau.

## Curiosidades
Santo António é um santo "militar" e "Capitão" de Exército Português. Até 1999 (ano da transferência da soberania de Macau para a China), anualmente, em 13 de Junho (data da sua festa), realizava-se uma cerimónia em que o Presidente do Leal Senado lhe entrega o soldo e a sua imagem era levada em procissão ao redor da Igreja até ao Largo de Camões.